# Ministre sans portefeuille (Italie)
Un ministre sans portefeuille (en italien: Ministro senza portafoglio) est un ministre du gouvernement de la République italienne qui n'est chargé d'aucun ministère. Sinon, il est appelé ministre avec portefeuille ou, plus simplement, ministre.
Le terme "portefeuille", bien qu'il faille plutôt l'appeler "portafogli" (portefeuille), est lié à l'ancienne signification d'un sac en cuir contenant des papiers ou des billets de banque. Les ministres l'utilisaient pour conserver les documents d'État lors de leurs déplacements. Il en est venu à désigner à la fois la fonction du ministre et la branche de l'administration à laquelle il était rattaché.
Les raisons de la nomination de ministres sans portefeuille sont d'un autre ordre : il peut être nécessaire d'acquérir une personnalité politique importante à laquelle, pour diverses raisons, il n'est pas possible d'attribuer un ministère. Ou bien, surtout dans les gouvernements de coalition, et encore plus dans les coalitions multipartites, il peut être nécessaire d'assurer certains équilibres politiques, en affectant plusieurs personnalités à des postes. Ils ne sont pas comparables aux ministres non ministériels de la tradition anglo-saxonne, puisque ces derniers sont des super-ministres.
Dans le système juridique italien, les ministres sans portefeuille ne sont pas reconnus par la Constitution, qui ne mentionne expressément que les ministres à la tête d'un département. Toutefois, ce chiffre a traditionnellement été accepté dans la pratique. Certains universitaires ont mis en doute, surtout dans le passé, la légitimité constitutionnelle des ministres sans portefeuille, ainsi que des ministres intérimaires. S'il est vrai que cette institution ne figure pas dans la Constitution, cela ne signifie pas qu'elle est expressément interdite. Ceci est confirmé par le fait que même pendant les travaux préparatoires de la Constitution, la pratique de telles nominations avait déjà été introduite. Certains auteurs estiment cependant que, dans ces circonstances, la nomination de ministres sans portefeuille doit rester exceptionnelle.
Lors de la formation d'un nouveau gouvernement, des ministres sans portefeuille peuvent être nommés, en même temps que les autres ministres, par décret du Président de la République, sur proposition du Président du Conseil des ministres. Toutefois, le décret ne précise pas leurs tâches, qui pourront être définies ultérieurement. Le ministre sans portefeuille, comme tous les autres ministres, prête serment devant le Président de la République. Conformément à l'article 9 de la loi 400/1988 sur le règlement de l'activité gouvernementale et l'organisation de la présidence du Conseil des ministres, les ministres sans portefeuille exercent les fonctions qui leur sont déléguées par le président du Conseil des ministres, après consultation du Conseil des ministres, et rendues publiques par la publication de la mesure au Journal officiel. Les ministres sans portefeuille ont un cabinet et un secrétariat privé, comme les autres ministres.
Quant aux pouvoirs des ministres sans portefeuille, ils ne dirigent pas un ministère mais participent à la détermination générale de la politique, en exerçant collectivement des fonctions gouvernementales au sein du Conseil des ministres. Cela soulève la question de leur responsabilité individuelle. Il serait plus correct de parler de la responsabilité politique et constitutionnelle d'un ministre sans portefeuille sur une base individuelle. L'argument, tiré de la Constitution au contraire, selon lequel, la responsabilité individuelle étant liée à la gestion d'un département, le ministre sans portefeuille ne pourrait être tenu pour responsable, ne semble pas suffisant. Il sera en tout cas responsable, si ce n'est des actes relatifs au ministère, de ceux relatifs à la fonction qu'il a reçue du Conseil des ministres. Pour ces raisons, si ce chiffre a certainement une importance constitutionnelle, il n'a aucune pertinence d'un point de vue administratif, puisqu'il n'est responsable d'aucune branche de l'administration.
Des exemples de ministres sans portefeuille sont le ministre des Affaires européennes ou le ministre des Relations avec le Parlement. Cette pratique a parfois conduit à la nomination d'un ministre sans portefeuille, avec l'attribution de fonctions par la loi, et non par un acte gouvernemental, indiquant ainsi l'intention de créer prochainement un nouveau ministère.

## Ministres sans portefeuilles

### Royaume d'Italie (1861-1946)
| Portrait                                                          | Premier ministre              | Fonction                                                   | Titulaire | Titulaire | Parti |
| ----------------------------------------------------------------- | ----------------------------- | ---------------------------------------------------------- | --------- | --------- | ----- |
| Gouvernement Cavour IV - (23 mars 1861 - 6 juin 1861)             |                               |                                                            |           |           |       |
|                                                                   | Camillo Cavour (1810–1861)    |                                                            |           |           |       |
|                                                                   |                               | Vincenzo Niutta                                            | Ind.      |           |       |
| Gouvernement Rattazzi I - (3 mars 1862 - 8 décembre 1862)         |                               |                                                            |           |           |       |
|                                                                   | Urbano Rattazzi (1808–1873)   |                                                            |           |           |       |
| Ministre chargé des affaires ecclésiastiques                      |                               | Enrico Poggi                                               | Ind.      |           |       |
| Gouvernement di Rudinì II - (10 mars 1896 - 11 juillet 1896)      |                               |                                                            |           |           |       |
|                                                                   | Antonio di Rudinì (1808–1873) |                                                            |           |           |       |
| Commissaire civil pour la Sicile                                  |                               | Giovanni Codronchi depuis le 5 avril 1896                  | Droite    |           |       |
| Gouvernement di Rudinì III - (11 juillet 1896 - 14 décembre 1897) |                               |                                                            |           |           |       |
|                                                                   | Antonio di Rudinì (1808–1873) |                                                            |           |           |       |
| Commissaire civil pour la Sicile                                  |                               | Giovanni Codronchi du 20 juillet 1896 au 18 septembre 1897 | Droite    |           |       |

### République italienne (depuis 1946)
| Portrait | Premier ministre                 | Fonction                                                                       | Titulaire    | Titulaire | Parti |
| --- | -------------------------------- | ------------------------------------------------------------------------------ | ------------ | --------- | ----- |
| Gouvernement Cossiga I - (4 août 1979 - 4 avril 1980)                                                                               |                                  |                                                                                |              |           |       |
| | Francesco Cossiga (1928-2010)    |                                                                                |              |           |       |
| Ministre pour la Coordination de l'initiative pour la Recherche scientifique et technologique                                       |                                  | Vito Scalia                                                                    | DC           |           |       |
| Ministre pour la Fonction publique                                                                                                  |                                  | Massimo Severo Giannini                                                        | PSDI         |           |       |
| Ministre pour les Interventions extraordinaires pour le Mezzogiorno                                                                 |                                  | Michele Di Giesi                                                               | PSDI         |           |       |
| Ministre pour les Relations avec le Parlement                                                                                       |                                  | Adolfo Sarti                                                                   | DC           |           |       |
| Gouvernement Cossiga II - (4 avril 1980 - 18 octobre 1980)                                                                          |                                  |                                                                                |              |           |       |
| | Francesco Cossiga (1928-2010)    |                                                                                |              |           |       |
| Ministre pour les Affaires régionales                                                                                               |                                  | Vincenzo Russo                                                                 | DC           |           |       |
| Ministre pour la Coordination des initiatives pour la Recherche scientifique et technologique                                       |                                  | Vincenzo Balzamo                                                               | PSI          |           |       |
| Ministre pour la Coordination des politiques européennes                                                                            |                                  | Vincenzo Scotti                                                                | DC           |           |       |
| Ministre pour la Fonction publique                                                                                                  |                                  | Massimo Severo Giannini                                                        | PSI          |           |       |
| Ministre pour les Interventions extraordinaires dans le Mezzogiorno                                                                 |                                  | Nicola Capria                                                                  | PSI          |           |       |
| Ministre pour les Relations avec le Parlement                                                                                       |                                  | Remo Gaspari                                                                   | DC           |           |       |
| Gouvernement Forlani - (18 octobre 1980 - 28 juin 1981)                                                                             |                                  |                                                                                |              |           |       |
| | Arnaldo Forlani (1925- )         |                                                                                |              |           |       |
| Ministre pour les Affaires régionales                                                                                               |                                  | Roberto Mazzotta                                                               | DC           |           |       |
| Ministre pour la Coordination des initiatives pour la Recherche scientifique et technologique                                       |                                  | Pier Luigi Romita                                                              | DC           |           |       |
| Ministre pour la Coordination des politiques européennes                                                                            |                                  | Vincenzo Scotti                                                                | DC           |           |       |
| Ministre pour la Fonction publique                                                                                                  |                                  | Clelio Darida                                                                  | DC           |           |       |
| Ministre pour les Interventions extraordinaires dans le Mezzogiorno                                                                 |                                  | Nicola Capria                                                                  | PSI          |           |       |
| Ministre pour les Relations avec le Parlement                                                                                       |                                  | Antonio Gava                                                                   | DC           |           |       |
| Gouvernement Spadolini I - (28 juin 1981 - 23 août 1982)                                                                            |                                  |                                                                                |              |           |       |
| | Giovanni Spadolini (1925-1994)   |                                                                                |              |           |       |
| Ministre pour les Affaires régionales                                                                                               |                                  | Aldo Aniasi                                                                    | PSI          |           |       |
| Ministre pour la Coordination des initiatives pour la recherche scientifique et technologique                                       |                                  | Giancarlo Tesini                                                               | DC           |           |       |
| Ministre pour la Coordination des politiques communautaires                                                                         |                                  | Lucio Abis                                                                     | DC           |           |       |
| Ministre pour la Coordination de la protection civile                                                                               |                                  | Giuseppe Zamberletti                                                           | DC           |           |       |
| Ministre pour la Fonction publique                                                                                                  |                                  | Dante Schietroma                                                               | PSDI         |           |       |
| Ministre pour les Interventions extraordinaires pour le Mezzogiorno                                                                 |                                  | Claudio Signorile                                                              | PSI          |           |       |
| Ministre pour les Relations avec le Parlement                                                                                       |                                  | Luciano Radi                                                                   | DC           |           |       |
| Gouvernement Spadolini II - (23 août 1982 - 1er décembre 1982)                                                                      |                                  |                                                                                |              |           |       |
| | Giovanni Spadolini (1925-1994)   |                                                                                |              |           |       |
| Ministre pour les Affaires régionales                                                                                               |                                  | Aldo Aniasi                                                                    | PSI          |           |       |
| Ministre pour la Coordination des initiatives pour la recherche scientifique et technologique                                       |                                  | Giancarlo Tesini                                                               | DC           |           |       |
| Ministre pour la Coordination des politiques communautaires                                                                         |                                  | Lucio Abis                                                                     | DC           |           |       |
| Ministre pour la Coordination de la protection civile                                                                               |                                  | Giuseppe Zamberletti                                                           | DC           |           |       |
| Ministre pour la Fonction publique                                                                                                  |                                  | Dante Schietroma                                                               | PSDI         |           |       |
| Ministre pour les Interventions extraordinaires pour le Mezzogiorno                                                                 |                                  | Claudio Signorile                                                              | PSI          |           |       |
| Ministre pour les Relations avec le Parlement                                                                                       |                                  | Luciano Radi                                                                   | DC           |           |       |
| Gouvernement Fanfani V - (1er décembre 1982 - 4 août 1983)                                                                          |                                  |                                                                                |              |           |       |
| | Amintore Fanfani (1908 -1999)    |                                                                                |              |           |       |
| Ministre pour les Affaires régionales                                                                                               |                                  | Fabio Fabbri                                                                   | PSI          |           |       |
| Ministre pour la Coordination des initiatives pour la recherche scientifique et technologique                                       |                                  | Pier Luigi Romita                                                              | PSDI         |           |       |
| Ministre pour la Coordination des politiques communautaires                                                                         |                                  | Alfredo Biondi                                                                 | PLI          |           |       |
| Ministre pour la Coordination de la protection civile                                                                               |                                  | Loris Fortuna                                                                  | PSI          |           |       |
| Ministre pour la Fonction publique                                                                                                  |                                  | Dante Schietroma                                                               | PSDI         |           |       |
| Ministre pour les Interventions extraordinaires pour le Mezzogiorno                                                                 |                                  | Claudio Signorile                                                              | PSI          |           |       |
| Ministre pour les Relations avec le Parlement                                                                                       |                                  | Luciano Radi                                                                   | DC           |           |       |
| Gouvernement Craxi I - (4 août 1983 - 1er août 1986)                                                                                |                                  |                                                                                |              |           |       |
| | Bettino Craxi (1934-2000)        |                                                                                |              |           |       |
| Ministre pour les Affaires régionales                                                                                               |                                  | Pier Luigi Romita (jusqu'au 30/07/1984) Carlo Vizzini                          | PSDI         |           |       |
| Ministre pour la Coordination des initiatives pour la recherche scientifique et technologique                                       |                                  | Luigi Granelli                                                                 | DC           |           |       |
| Ministre pour la Coordination des politiques communautaires                                                                         |                                  | Francesco Forte (jusqu'au 09/05/1985) Loris Fortuna                            | PSI          |           |       |
| Ministre pour la Coordination de la protection civile                                                                               |                                  | Vincenzo Scotti (jusqu'au 26/03/1984) Giuseppe Zamberletti                     | DC           |           |       |
| Ministre pour l'Écologie |                                  | Alfredo Biondi (jusqu'au 31/07/1985) Valerio Zanone                            | PLI          |           |       |
| Ministre pour la Fonction publique                                                                                                  |                                  | Remo Gaspari                                                                   | DC           |           |       |
| Ministre pour les Interventions extraordinaires pour le Mezzogiorno                                                                 |                                  | Salverino De Vito                                                              | DC           |           |       |
| Ministre pour les Relations avec le Parlement                                                                                       |                                  | Oscar Mammì                                                                    | PRI          |           |       |
| Gouvernement Craxi II - (1er août 1986 - 18 avril 1987)                                                                             |                                  |                                                                                |              |           |       |
| | Bettino Craxi (1934-2000)        |                                                                                |              |           |       |
| Ministre pour les Affaires régionales                                                                                               |                                  | Carlo Vizzini                                                                  | PSDI         |           |       |
| Ministre pour la coordination des Initiatives pour la recherche scientifique et technologique                                       |                                  | Luigi Granelli                                                                 | DC           |           |       |
| Ministre pour la coordination des Politiques communautaires                                                                         |                                  | Fabio Fabbri                                                                   | PSI          |           |       |
| Ministre pour la coordination de la Protection civile                                                                               |                                  | Giuseppe Zamberletti                                                           | DC           |           |       |
| Ministre pour la Fonction publique                                                                                                  |                                  | Remo Gaspari                                                                   | DC           |           |       |
| Ministre pour les Interventions extraordinaires pour le Mezzogiorno                                                                 |                                  | Salverino De Vito                                                              | DC           |           |       |
| Ministre pour les Relations avec le Parlement                                                                                       |                                  | Oscar Mammì                                                                    | PRI          |           |       |
| Gouvernement Fanfani VI - (18 avril 1987 - 29 juillet 1987)                                                                         |                                  |                                                                                |              |           |       |
| | Amintore Fanfani (1908 -1999)    |                                                                                |              |           |       |
| Ministre pour les Affaires régionales et la Fonction publique                                                                       |                                  | Livio Paladin                                                                  | Ind.         |           |       |
| Ministre pour la Coordination des initiatives pour la recherche scientifique et technologique                                       |                                  | Luigi Granelli                                                                 | DC           |           |       |
| Ministre pour la Coordination de la protection civile                                                                               |                                  | Remo Gaspari                                                                   | DC           |           |       |
| Ministre pour les Interventions extraordinaires pour le Mezzogiorno                                                                 |                                  | Salverino De Vito                                                              | DC           |           |       |
| Ministre pour les Relations avec le Parlement                                                                                       |                                  | Gaetano Gifuni                                                                 | Ind.         |           |       |
| Gouvernement Goria - (29 juillet 1987 - 13 avril 1988)                                                                              |                                  |                                                                                |              |           |       |
| | Giovanni Goria (1943-1994)       |                                                                                |              |           |       |
| Ministre des Affaires régionales et des Problèmes institutionnels                                                                   |                                  | Aristide Gunnella                                                              | PRI          |           |       |
| Ministre des Affaires sociales |                                  | Rosa Iervolino                                                                 | DC           |           |       |
| Ministre de la Coordination des politiques communautaires                                                                           |                                  | Antonio La Pergola                                                             | PSDI         |           |       |
| Ministre de la Coordination de la protection civile                                                                                 |                                  | Remo Gaspari                                                                   | DC           |           |       |
| Ministre de la Coordination des initiatives pour la recherche scientifique et technologique                                         |                                  | Antonio Ruberti                                                                | PSI          |           |       |
| Ministre de la Fonction publique |                                  | Giorgio Santuz                                                                 | DC           |           |       |
| Ministre des Problèmes des zones urbaines                                                                                           |                                  | Carlo Tognoli                                                                  | PSI          |           |       |
| Ministre des Relations avec le Parlement                                                                                            |                                  | Sergio Mattarella                                                              | DC           |           |       |
| Gouvernement De Mita - (13 avril 1988 - 22 juillet 1989)                                                                            |                                  |                                                                                |              |           |       |
| | Ciriaco De Mita (1928-)          |                                                                                |              |           |       |
| Ministre pour les Relations avec le Parlement                                                                                       |                                  | Sergio Mattarella                                                              | DC           |           |       |
| Ministre pour l'Université et la Recherche scientifique                                                                             |                                  | Antonio Ruberti (jusqu'au 25/05/1989)                                          | PSI          |           |       |
| Ministre pour les Problèmes des zones urbaines                                                                                      |                                  | Carlo Tognoli                                                                  | PSI          |           |       |
| Ministre pour les Interventions extraordinaires dans le Mezzogiorno                                                                 |                                  | Remo Gaspari                                                                   | DC           |           |       |
| Ministre pour la Fonction publique                                                                                                  |                                  | Paolo Cirino Pomicino                                                          | DC           |           |       |
| Ministre pour la Coordination de la protection civile                                                                               |                                  | Vito Lattanzio                                                                 | DC           |           |       |
| Ministre pour la Coordination des politiques communautaires                                                                         |                                  | Antonio La Pergola                                                             | PSI          |           |       |
| Ministre pour les Affaires sociales                                                                                                 |                                  | Rosa Iervolino                                                                 | DC           |           |       |
| Ministre pour les Affaires régionales et les Problèmes institutionnels                                                              |                                  | Antonio Maccanico                                                              | PRI          |           |       |
| Gouvernement Andreotti VI - (22 juillet 1989 - 12 avril 1991)                                                                       |                                  |                                                                                |              |           |       |
| | Giulio Andreotti (1919–2013)     |                                                                                |              |           |       |
| Ministre pour la Fonction publique                                                                                                  |                                  | Remo Gaspari                                                                   | DC           |           |       |
| Ministre pour la coordination des Politiques communautaires                                                                         |                                  | Pier Luigi Romita                                                              | PSI          |           |       |
| Ministre pour les Interventions extraordinaires dans le Mezzogiorno                                                                 |                                  | Riccardo Misasi                                                                | DC           |           |       |
| Ministre pour la coordination de la Protection civile                                                                               |                                  | Vito Lattanzio                                                                 | DC           |           |       |
| Ministre pour les Affaires sociales                                                                                                 |                                  | Rosa Iervolino                                                                 | DC           |           |       |
| Ministre pour les Affaires régionales et les Problèmes institutionnels                                                              |                                  | Antonio Maccanico                                                              | PRI          |           |       |
| Ministre pour les Problèmes des zones urbaines                                                                                      |                                  | Carmelo Conte                                                                  | PSI          |           |       |
| Ministre pour les Relations avec le Parlement                                                                                       |                                  | Egidio Sterpa                                                                  | PLI          |           |       |
| Gouvernement Andreotti VII - (12 avril 1991 - 24 juin 1992)                                                                         |                                  |                                                                                |              |           |       |
| | Giulio Andreotti (1919–2013)     |                                                                                |              |           |       |
| Ministre pour la Fonction publique                                                                                                  |                                  | Remo Gaspari                                                                   | DC           |           |       |
| Ministre pour la coordination des Politiques communautaires                                                                         |                                  | Pier Luigi Romita                                                              | PSI          |           |       |
| Ministre pour les Interventions extraordinaires dans le Mezzogiorno                                                                 |                                  | Calogero Mannino                                                               | DC           |           |       |
| Ministre pour la coordination de la Protection civile                                                                               |                                  | Nicola Capria                                                                  | PSI          |           |       |
| Ministre pour les Affaires sociales                                                                                                 |                                  | Rosa Iervolino                                                                 | DC           |           |       |
| Ministre pour les Réformes institutionnelles Ministre pour les Affaires régionales et les Problèmes institutionnels (03/01/1991)    |                                  | Mino Martinazzoli                                                              | DC           |           |       |
| Ministre pour les Problèmes des zones urbaines                                                                                      |                                  | Carmelo Conte                                                                  | PSI          |           |       |
| Ministre pour les Relations avec le Parlement                                                                                       |                                  | Egidio Sterpa                                                                  | PLI          |           |       |
| Ministre pour les Italiens de l'étranger et l'Immigration                                                                           |                                  | Margherita Boniver                                                             | PSI          |           |       |
| Gouvernement Amato I - (28 juin 1992 - 28 avril 1993)                                                                               |                                  |                                                                                |              |           |       |
| | Giuliano Amato (1938–)           |                                                                                |              |           |       |
| Ministre pour les Affaires sociales                                                                                                 |                                  | Adriano Bompiani                                                               | Ind.         |           |       |
| Ministre pour les Zones urbaines |                                  | Carmelo Conte                                                                  | PSI          |           |       |
| Ministre pour la coordination des Politiques communautaires et des Affaires régionales                                              |                                  | Raffaele Costa                                                                 | PLI          |           |       |
| Ministre pour la coordination de la Protection civile                                                                               |                                  | Ferdinando Facchiano                                                           | PSDI         |           |       |
| Gouvernement Ciampi - (28 avril 1993 - 10 mai 1994)                                                                                 |                                  |                                                                                |              |           |       |
| | Carlo Azeglio Ciampi (1920–2016) |                                                                                |              |           |       |
| Ministre pour les Affaires sociales                                                                                                 |                                  | Fernanda Contri                                                                | PSI          |           |       |
| Ministre pour la Coordination de la politique communautaire                                                                         |                                  | Valdo Spini (jusqu'au 04/05/1993)                                              | PSI          |           |       |
| Ministre pour la Coordination de la politique communautaire                                                                         |                                  | Livio Paladin                                                                  | Ind.         |           |       |
| Ministre pour la Fonction publique                                                                                                  |                                  | Sabino Cassese                                                                 | Ind.         |           |       |
| Ministre pour les Relations avec le Parlement                                                                                       |                                  | Augusto Barbera (jusqu'au 04/05/1993)                                          | PDS          |           |       |
| Ministre pour les Relations avec le Parlement                                                                                       |                                  | Paolo Barile                                                                   | Ind.         |           |       |
| Ministre pour les Réformes électorales et institutionnelles                                                                         |                                  | Leopoldo Elia                                                                  | DC           |           |       |
| Gouvernement Berlusconi I - (10 mai 1994 - 17 janvier 1995)                                                                         |                                  |                                                                                |              |           |       |
| | Silvio Berlusconi (1936– )       |                                                                                |              |           |       |
| Ministre pour la Coordination des politiques européennes                                                                            |                                  | Domenico Comino                                                                | LN           |           |       |
| Ministre pour la Famille et la Solidarité sociale                                                                                   |                                  | Antonio Guidi                                                                  | FI           |           |       |
| Ministre pour la Fonction publique et les Affaires régionales                                                                       |                                  | Giuliano Urbani                                                                | FI           |           |       |
| Ministre pour ls Italiens dans le monde                                                                                             |                                  | Sergio Berlinguer                                                              | Ind.         |           |       |
| Ministre pour les Relations avec le Parlement                                                                                       |                                  | Giuliano Ferrara                                                               | FI           |           |       |
| Ministre pour les Réformes institutionnelles                                                                                        |                                  | Francesco Speroni                                                              | LN           |           |       |
| Gouvernement Dini - (17 janvier 1995 - 17 mai 1996)                                                                                 |                                  |                                                                                |              |           |       |
| | Lamberto Dini (1931– )           |                                                                                |              |           |       |
| Ministre pour la Fonction publique et les Affaires régionales                                                                       |                                  | Franco Frattini (jusqu'au 18/03/1996)                                          | Ind.         |           |       |
| Ministre pour la Fonction publique et les Affaires régionales                                                                       |                                  | Giovanni Motzo (à partir du 22/03/1996)                                        | Ind.         |           |       |
| Ministre pour la Famille et la Solidarité sociale                                                                                   |                                  | Adriano Ossicini                                                               | Ind.         |           |       |
| Ministre pour les Réformes institutionnelles                                                                                        |                                  | Giovanni Motzo                                                                 | Ind.         |           |       |
| Ministre pour les Attributions spéciales                                                                                            |                                  | Antonio Brancaccio                                                             | Ind.         |           |       |
| Gouvernement Prodi I - (17 mai 1996 - 21 octobre 1998)                                                                              |                                  |                                                                                |              |           |       |
| | Romano Prodi (1939– )            |                                                                                |              |           |       |
| Ministre pour la Solidarité sociale                                                                                                 |                                  | Livia Turco                                                                    | PDS          |           |       |
| Ministre pour l'Égalité des chances                                                                                                 |                                  | Anna Finocchiaro                                                               | PDS          |           |       |
| Ministre pour la Fonction publique et les Affaires régionales                                                                       |                                  | Franco Bassanini                                                               | PDS          |           |       |
| Ministre pour les Relations avec le Parlement (14/03/1997)                                                                          |                                  | Giorgio Bogi                                                                   | SR           |           |       |
| Gouvernement D'Alema I - (21 octobre 1998 - 22 décembre 1999)                                                                       |                                  |                                                                                |              |           |       |
| | Massimo D'Alema (1949– )         |                                                                                |              |           |       |
| Ministre pour l'Égalité des chances                                                                                                 |                                  | Laura Balbo                                                                    | FDV          |           |       |
| Ministre pour la Fonction publique                                                                                                  |                                  | Angelo Piazza                                                                  | SDI          |           |       |
| Ministre pour les Affaires régionales                                                                                               |                                  | Katia Bellillo                                                                 | PDCI         |           |       |
| Ministre pour la Solidarité sociale                                                                                                 |                                  | Livia Turco                                                                    | DS           |           |       |
| Ministre pour les Relations avec le Parlement                                                                                       |                                  | Gian Guido Folloni                                                             | UDR          |           |       |
| Ministre pour les Réformes institutionnelles                                                                                        |                                  | Giuliano Amato (jusqu'au 13/05/1999)                                           | Ind.         |           |       |
| Ministre pour les Réformes institutionnelles                                                                                        |                                  | Antonio Maccanico (à partir du 21/06/1999)                                     | Dem.         |           |       |
| Ministre pour les Politiques communautaires                                                                                         |                                  | Enrico Letta                                                                   | PPI          |           |       |
| Gouvernement D'Alema II - (22 décembre 1999 - 25 avril 2000)                                                                        |                                  |                                                                                |              |           |       |
| | Massimo D'Alema (1949– )         |                                                                                |              |           |       |
| Ministre pour les Affaires régionales                                                                                               |                                  | Katia Bellillo                                                                 | PdCI         |           |       |
| Ministre pour la Fonction publique                                                                                                  |                                  | Franco Bassanini                                                               | DS           |           |       |
| Ministre pour l'Égalité des chances                                                                                                 |                                  | Laura Balbo                                                                    | Ind.         |           |       |
| Ministre pour les Affaires européennes                                                                                              |                                  | Patrizia Toia                                                                  | PPI          |           |       |
| Ministre pour les Relations avec le Parlement                                                                                       |                                  | Agazio Loiero                                                                  | UDEUR        |           |       |
| Ministre pour les Réformes institutionnelles                                                                                        |                                  | Antonio Maccanico                                                              | Dem.         |           |       |
| Ministre pour la Solidarité sociale                                                                                                 |                                  | Livia Turco                                                                    | DS           |           |       |
| Gouvernement Amato II - (25 avril 2000 - 11 juin 2001)                                                                              |                                  |                                                                                |              |           |       |
| | Giuliano Amato (1936– )          |                                                                                |              |           |       |
| Ministre pour les Affaires régionales                                                                                               |                                  | Agazio Loiero                                                                  | UDEUR        |           |       |
| Ministre pour la Fonction publique                                                                                                  |                                  | Franco Bassanini                                                               | DS           |           |       |
| Ministre pour l'Égalité des chances                                                                                                 |                                  | Katia Bellillo                                                                 | PdCI         |           |       |
| Ministre pour les Affaires européennes                                                                                              |                                  | Gianni Francesco Mattioli                                                      | FdV          |           |       |
| Ministre pour les Relations avec le Parlement                                                                                       |                                  | Patrizia Toia                                                                  | PPI          |           |       |
| Ministre pour les Réformes institutionnelles                                                                                        |                                  | Antonio Maccanico                                                              | Dem.         |           |       |
| Ministre pour la Solidarité sociale                                                                                                 |                                  | Livia Turco                                                                    | DS           |           |       |
| Gouvernement Berlusconi II - (11 juin 2001 - 23 avril 2005)                                                                         |                                  |                                                                                |              |           |       |
| | Silvio Berlusconi (1936– )       |                                                                                |              |           |       |
| Ministre pour les Réformes institutionnelles et la Dévolution                                                                       |                                  | Umberto Bossi (jusqu'au 19/07/2004) Roberto Calderoli                          | LN           |           |       |
| Ministre pour les Politiques communautaires                                                                                         |                                  | Rocco Buttiglione                                                              | UDC          |           |       |
| Ministre pour l'Application du programme du gouvernement                                                                            |                                  | Giuseppe Pisanu (jusqu'au 03/07/2002) Claudio Scajola (à partir du 28/08/2003) | FI           |           |       |
| Ministre pour la Fonction publique et la Coordination des services de renseignement Ministre pour la Fonction publique (29/11/2002) |                                  | Franco Frattini (jusqu'au 14/11/2002)                                          | FI           |           |       |
| Ministre pour la Fonction publique et la Coordination des services de renseignement Ministre pour la Fonction publique (29/11/2002) |                                  | Luigi Mazzella                                                                 | Ind.         |           |       |
| Ministre pour les Affaires régionales                                                                                               |                                  | Enrico La Loggia                                                               | FI           |           |       |
| Ministre pour les Relations avec le Parlement                                                                                       |                                  | Carlo Giovanardi                                                               | UDC          |           |       |
| Ministre pour l'Innovation et la Technologie                                                                                        |                                  | Lucio Stanca                                                                   | FI           |           |       |
| Ministre pour l'Égalité des chances                                                                                                 |                                  | Stefania Prestigiacomo                                                         | FI           |           |       |
| Ministre pour les Italiens dans le monde                                                                                            |                                  | Mirko Tremaglia                                                                | AN           |           |       |
| Gouvernement Berlusconi III - (23 avril 2005 - 17 mai 2006)                                                                         |                                  |                                                                                |              |           |       |
| | Silvio Berlusconi (1936– )       |                                                                                |              |           |       |
| Ministre pour les Réformes institutionnelles et la Dévolution                                                                       |                                  | Roberto Calderoli (jusqu'au 18/02/2006)                                        | LN           |           |       |
| Ministre pour les Politiques communautaires                                                                                         |                                  | Giorgio La Malfa                                                               | PRI          |           |       |
| Ministre pour l'Application du programme du gouvernement                                                                            |                                  | Stefano Caldoro                                                                | N-PSI        |           |       |
| Ministre pour la Fonction publique                                                                                                  |                                  | Mario Baccini                                                                  | UDC          |           |       |
| Ministre pour les Affaires régionales                                                                                               |                                  | Enrico La Loggia                                                               | FI           |           |       |
| Ministre pour les Relations avec le Parlement                                                                                       |                                  | Carlo Giovanardi                                                               | UDC          |           |       |
| Ministre pour l'Innovation et la Technologie                                                                                        |                                  | Lucio Stanca                                                                   | FI           |           |       |
| Ministre pour l'Égalité des chances                                                                                                 |                                  | Stefania Prestigiacomo                                                         | FI           |           |       |
| Ministre pour les Italiens dans le monde                                                                                            |                                  | Mirko Tremaglia                                                                | AN           |           |       |
| Ministre pour le Développement et la Cohésion territoriaux                                                                          |                                  | Gianfranco Miccichè                                                            | FI           |           |       |
| Gouvernement Prodi II - (17 mai 2006 - 8 mai 2008)                                                                                  |                                  |                                                                                |              |           |       |
| | Romano Prodi (1939– )            |                                                                                |              |           |       |
| Ministre pour les Relations avec le Parlement et les Réformes institutionnelles                                                     |                                  | Vannino Chiti                                                                  | DS           |           |       |
| Ministre pour les Réformes et les innovations dans l'administration publique                                                        |                                  | Luigi Nicolais                                                                 | L'Olivier    |           |       |
| Ministre pour les Affaires régionales et l'Autonomie locale                                                                         |                                  | Linda Lanzillotta                                                              | DL           |           |       |
| Ministre pour les Politiques européennes                                                                                            |                                  | Emma Bonino                                                                    | RNP          |           |       |
| Ministre pour l'Application du programme du gouvernement                                                                            |                                  | Giulio Santagata                                                               | DL           |           |       |
| Ministre pour les Droits et l'Égalité des chances                                                                                   |                                  | Barbara Pollastrini                                                            | DS           |           |       |
| Ministre pour les Politiques de la jeunesse et les Activités sportives                                                              |                                  | Giovanna Melandri                                                              | DS           |           |       |
| Ministre pour les Politiques pour la famille                                                                                        |                                  | Rosy Bindi                                                                     | DL           |           |       |
| Gouvernement Berlusconi IV - (8 mai 2008 - 16 novembre 2011)                                                                        |                                  |                                                                                |              |           |       |
| | Silvio Berlusconi (1936– )       |                                                                                |              |           |       |
| Ministre pour les Relations avec le Parlement                                                                                       |                                  | Elio Vito                                                                      | PdL          |           |       |
| Ministre pour les Réformes pour le fédéralisme                                                                                      |                                  | Umberto Bossi                                                                  | LN           |           |       |
| Ministre pour la Simplification normative                                                                                           |                                  | Roberto Calderoli                                                              | LN           |           |       |
| Ministre pour les Relations avec les Régions Ministre pour les Relations avec les Régions et la Cohésion territoriale (10/06/2010)  |                                  | Raffaele Fitto                                                                 | PdL          |           |       |
| Ministre pour l'Égalité des chances                                                                                                 |                                  | Mara Carfagna                                                                  | PdL          |           |       |
| Ministre pour les Politiques communautaires Ministre pour les Politiques européennes (21/05/2008)                                   |                                  | Andrea Ronchi (jusqu'au 17/11/2010)                                            | PdL          |           |       |
| Ministre pour l'Administration publique et l'Innovation                                                                             |                                  | Renato Brunetta                                                                | PdL          |           |       |
| Ministre pour l'Application du programme gouvernemental                                                                             |                                  | Gianfranco Rotondi                                                             | PdL          |           |       |
| Ministre pour les Politiques pour les jeunes Ministre pour la Jeunesse (13/06/2008)                                                 |                                  | Giorgia Meloni                                                                 | PdL          |           |       |
| Ministre pour le Tourisme |                                  | Michela Vittoria Brambilla (à partir du 08/05/2009)                            | PdL          |           |       |
| Ministre |                                  | Aldo Brancher (du 18/06 au 05/07/2010)                                         | PdL          |           |       |
| Gouvernement Monti - (16 novembre 2011 - 28 avril 2013)                                                                             |                                  |                                                                                |              |           |       |
| | Mario Monti (1943– )             |                                                                                |              |           |       |
| Ministre pour les Affaires européennes                                                                                              |                                  | Enzo Moavero Milanesi                                                          | Ind.         |           |       |
| Ministre pour le Tourisme et les Sports Ministre pour les Affaires régionales, le Tourisme et les Sports (25/11/2011)               |                                  | Piero Gnudi                                                                    | Ind.         |           |       |
| Ministre pour la Cohésion territoriale                                                                                              |                                  | Fabrizio Barca                                                                 | Ind.         |           |       |
| Ministre pour les Relations avec le Parlement                                                                                       |                                  | Dino Piero Giarda                                                              | Ind.         |           |       |
| Ministre pour la Coopération internationale et l'Intégration                                                                        |                                  | Andrea Riccardi                                                                | Ind.         |           |       |
| Ministre pour l'Administration publique et la Simplification                                                                        |                                  | Filippo Patroni Griffi (28/11/2011)                                            | Ind.         |           |       |
| Gouvernement Letta - (28 avril 2013 - 22 février 2014)                                                                              |                                  |                                                                                |              |           |       |
| | Enrico Letta (1966– )            |                                                                                |              |           |       |
| Ministre pour les Relations avec le Parlement et la Coordination gouvernementale                                                    |                                  | Dario Franceschini                                                             | PD           |           |       |
| Ministre pour les Affaires européennes                                                                                              |                                  | Enzo Moavero Milanesi                                                          | SC           |           |       |
| Ministre pour les Affaires régionales et les Autonomies                                                                             |                                  | Graziano Delrio                                                                | PD           |           |       |
| Ministre pour la Cohésion territoriale                                                                                              |                                  | Carlo Trigilia                                                                 | PD           |           |       |
| Ministre pour les Réformes constitutionnelles                                                                                       |                                  | Gaetano Quagliariello                                                          | PDL puis NCD |           |       |
| Ministre pour l'Administration publique et la Simplification                                                                        |                                  | Gianpiero D'Alia                                                               | UdC          |           |       |
| Ministre pour l'Égalité des chances, les Sports et les Politiques de la jeunesse                                                    |                                  | Josefa Idem (jusqu'au 24/06/2013)                                              | PD           |           |       |
| Ministre pour l'Intégration |                                  | Cécile Kyenge                                                                  | PD           |           |       |
| Gouvernement Renzi - (22 février 2014 - 12 décembre 2016)                                                                           |                                  |                                                                                |              |           |       |
| | Matteo Renzi (1975– )            |                                                                                |              |           |       |
| Ministre pour les Réformes constitutionnelles et les Relations avec le Parlement                                                    |                                  | Maria Elena Boschi                                                             | PD           |           |       |
| Ministre pour la Simplification et l'Administration publique                                                                        |                                  | Marianna Madia                                                                 | PD           |           |       |
| Ministre pour les Affaires régionales et les Autonomies                                                                             |                                  | Maria Carmela Lanzetta (jusqu'au 30/01/2015)                                   | PD           |           |       |
| Ministre pour les Affaires régionales et les Autonomies                                                                             |                                  | Enrico Costa (à partir 30/01/2016)                                             | NCD          |           |       |
| Gouvernement Gentiloni - (12 décembre 2016 - 1er juin 2018)                                                                         |                                  |                                                                                |              |           |       |
| | Paolo Gentiloni (1954– )         |                                                                                |              |           |       |
| Ministre pour les Relations avec le Parlement                                                                                       |                                  | Anna Finocchiaro                                                               | PD           |           |       |
| Ministre pour la Simplification et l'Administration publique                                                                        |                                  | Marianna Madia                                                                 | PD           |           |       |
| Ministre pour les Affaires régionales                                                                                               |                                  | Enrico Costa (jusqu'au 19/07/2017)                                             | AP           |           |       |
| Ministre pour la Cohésion territoriale et le Mezzogiorno                                                                            |                                  | Claudio De Vincenti                                                            | PD           |           |       |
| Ministre pour les Sports |                                  | Luca Lotti                                                                     | PD           |           |       |
| Gouvernement Conte I - (1er juin 2018 - 5 septembre 2019)                                                                           |                                  |                                                                                |              |           |       |
| | Giuseppe Conte (1964– )          |                                                                                |              |           |       |
| Ministre pour les Relations avec le Parlement et la Démocratie directe                                                              |                                  | Riccardo Fraccaro                                                              | M5S          |           |       |
| Ministre pour l'Administration publique                                                                                             |                                  | Giulia Bongiorno                                                               | Lega         |           |       |
| Ministre pour les Affaires régionales et les Autonomies                                                                             |                                  | Erika Stefani                                                                  | Lega         |           |       |
| Ministre pour le Sud |                                  | Barbara Lezzi                                                                  | M5S          |           |       |
| Ministre pour la Famille et le Handicap                                                                                             |                                  | Lorenzo Fontana (jusqu'au 10/07/2019) Alessandra Locatelli                     | Lega         |           |       |
| Ministre pour les Affaires européennes                                                                                              |                                  | Paolo Savona (jusqu'au 08/03/2019)                                             | Ind.         |           |       |
| Ministre pour les Affaires européennes                                                                                              |                                  | Lorenzo Fontana (à partir du 10/07/2019)                                       | Lega         |           |       |
| Gouvernement Conte II - (5 septembre 2019 - 13 février 2021)                                                                        |                                  |                                                                                |              |           |       |
| | Giuseppe Conte (1964– )          |                                                                                |              |           |       |
| Ministre pour les Relations avec le Parlement                                                                                       |                                  | Federico D'Incà                                                                | M5S          |           |       |
| Ministre pour l'Innovation technologique et la Numérisation                                                                         |                                  | Paola Pisano                                                                   | M5S          |           |       |
| Ministre pour l'Administration publique                                                                                             |                                  | Fabiana Dadone                                                                 | M5S          |           |       |
| Ministre pour les Affaires régionales et les Autonomies                                                                             |                                  | Francesco Boccia                                                               | PD           |           |       |
| Ministre pour le Sud et la Cohésion territoriale                                                                                    |                                  | Giuseppe Provenzano                                                            | PD           |           |       |
| Ministre pour les Politiques de la jeunesse et les Sports                                                                           |                                  | Vincenzo Spadafora                                                             | M5S          |           |       |
| Ministre pour l'Égalité des chances et la Famille                                                                                   |                                  | Elena Bonetti                                                                  | IV           |           |       |
| Ministre pour les Affaires européennes                                                                                              |                                  | Vincenzo Amendola                                                              | PD           |           |       |
| Gouvernement Draghi - (13 février 2021 - en fonction)                                                                               |                                  |                                                                                |              |           |       |
| | Mario Draghi (1947– )            |                                                                                |              |           |       |
| Rapports avec le Parlement |                                  | Federico D'Incà                                                                | M5S          |           |       |
| Innovation technologique et Transition numérique                                                                                    |                                  | Vittorio Colao                                                                 | Ind.         |           |       |
| Administration publique |                                  | Renato Brunetta                                                                | FI           |           |       |
| Affaires régionales et Autonomies                                                                                                   |                                  | Mariastella Gelmini                                                            | FI           |           |       |
| Sud et Cohésion territoriale |                                  | Mara Carfagna                                                                  | FI           |           |       |
| Politiques de la jeunesse |                                  | Fabiana Dadone                                                                 | M5S          |           |       |
| Égalité des chances et Famille |                                  | Elena Bonetti                                                                  | IV           |           |       |
| Handicap |                                  | Erika Stefani                                                                  | Lega         |           |       |